# Cetancodontamorpha
Cetancodontamorpha é um clado de Artiodátilos que incluí os animais da subordem Whippomorpha (hippopotamos e cetáceos) e todos os táxons extintos mais intimamente próximos aos membros vivos de Whippomorpha do que a qualquer outra espécie, o que inclui os Entelodontídeos e o Andrewsarchus. O clado foi definido por Spaulding et al em 2009.